# دونگ یه
پادشاهی دونگ یه یا پادشاهی یه شرقی (به کره‌ای: 동예)، جنوبی‌ترین پادشاهی در میان سه پادشاهی نخست کره (اوکجو و بویو) بود. این امپراتوری پس از سقوط گوچوسان شکل گرفت و تا سال ۵۷ پیش از میلاد، به حیات خود ادامه داد. در این سال دونگ یه به دست گوگوریو فتح شد.

## تاریخ
دونگ یه در تاریخ به عنوان خراج گذاری برای امپراتوری گوگوریو شناخته شده است. اما در اوایل قرن پنجم امپراتور گوانگ‌گه‌تو بزرگ دونگ یه را تصرف نمود و باعث تسلط کامل گوگوریو بر بخش شمالی شبه‌جزیره کره و تمام منچوری شد. یک بخش کوچک از دونگ یه در جنوب نیز به دست شیلا افتاد.

## اقتصاد
اقتصاد دونگ یه اصولا بر پایه کشاورزی و علی الخصوص پرورش کرم ابریشم و بوته شاهدانه بوده است. فستیوال موچون عمدتا برای اطمینان از یک برداشت مناسب در سال آتی برگزار می شد. کشاورزی انها در سطح روستایی به خوبی سازماندهی می شد.قوانین دونگ یه مجازات های سنگینی را برای کسانی که به زمین های عمومی دست اندازی می کردند، پیش بینی کرده بود.

## فرهنگ و مردم
دونگ یه خودش را با مردمان گوگوریو یکسان می پنداشت و زبان و ریشه های قومی یکسانی با مردم اوکجو و گوگوریو داشت. این موضوع نشان می دهد که دونگ یه با بویو  و گوچوسان نیز ریشه ی مشترکی داشت. جمعیت این سرزمین ۲۸۰ هزار خانوار ثبت شده است.
اطلاعات بسیار کمی در مورد دونگ یه باقی مانده است و بیشتر اطلاعات موجود از بحث در مورد وحشی های شرقی در کتاب سه پادشاهی چینی به دست امده است. رسمی به نام موچون که فستیوالی برای عبادت آسمان ها همراه با آواز و رقص در دهمین ماه بوده است، در بعضی از منابع ذکر شده است. این رسم با فستیوال دونگ منگ در گوگوریو که در زمان مشابهی برگزار شده و با نمایش های رزمی ترکیب می شد، رابطه نزدیکی داشت. مردم ببر را به عنوان الهه می پرستیدند.